# Prototritia palaciosi
Prototritia palaciosi är en kvalsterart som beskrevs av Sandór Mahunka och Mejía-Recamier 1998. Prototritia palaciosi ingår i släktet Prototritia och familjen Protoplophoridae. Inga underarter finns listade i Catalogue of Life.